# 浦嶋幸世
浦嶋 幸世（うらしま ゆきとし、1924年8月25日 - 2022年2月3日）は、日本の地球科学者。専門は鉱床学。

## 経歴
北海道夕張郡生まれ。1950年北海道大学理学部地質学鉱物学教室を卒業し、北海道大学助手・助教授（理学部）を経て、1970年に鹿児島大学教授（教養部）に転じ、1990年まで教育と研究に従事した。1959年北海道大学に提出した鴻之舞鉱山をはじめとする鉱床の調査研究論文で、理学博士となる（論文表題は  「北海道北東部の金属鉱床の研究」 ）。

## 研究業績など
鉱床学の研究では、所属した大学が置かれている地域の鉱床を精査する姿勢を貫いた。現地での調査を基礎に、鉱石の詳細な観察を行い、後年にはEPMA（電子線微小部分分析装置）による鉱物分析を加えて、鉱床生成過程を考察した。このような研究の中で、元素の新鉱物「自然ルテニウム」を発見したことは特筆に値する。また鹿児島大学時代には、南薩地域の金鉱床が北薩地域の鉱脈型金銀鉱床とは異なる特徴を持つことを明らかにし、南薩型金鉱床と命名した。またこのタイプの鉱床では、珪化岩が原岩の性質に規制されて水平方向に連続し、断面図ではきのこ状となることを指摘した。これは現在、高硫化型金鉱床として世界的に受け入れられている鉱床タイプの提案であり、金鉱床探査への大きな寄与であった。また、金属鉱業事業団の広域調査事業でも指導的な役割を果たし、菱刈鉱山の発見に貢献した。定年退職後にできた鹿児島大学総合研究博物館に、現役時代に収集した試資料を寄贈・登録し、これにより日本列島の金鉱石と母岩の時代別分布が示され，例を見ない展示となっている。このように教育と地域貢献でも功績は大きく、高く評価されている。これらの業績と学会への貢献により、資源地質学会の名誉会員に推薦されている。

## 編著書
- 浦島幸世「かごしま文庫10　金山 - 鹿児島は日本一」、春苑堂出版、1993年。ISBN 4-915093-15-8